# Körtepöfeteg
A körtepöfeteg (Lycoperdon pyriforme) Eurázsiában és Észak-Amerikában elterjedt, korhadó fán termő, ehető gombafaj.

## Megjelenése
Nevének megfelelően a körtepöfeteg termőteste fordított körtére emlékeztet. Átmérője 1,5–5 cm, magassága 2,5–5 cm, felül gömbölyű, a tövéhez közeledve hengeresre szűkül és vastag rizomorfokkal kapcsolódik a korhadó fához. Színe fiatalon fehér, később sárgás, az idős gomba pedig (néha márványozottan) barnás színű. Felületét apró, finom, korpaszerű, letörölhető tüskék, bimbók borítják, amelyek idővel lekopnak és az idős gomba már sima felületű. Húsa eleinte fehér és ruganyos, később sárgás és szemcsés lesz, éretten pedig barna spórapor tölti ki a gomba belsejét.
Spórája kerek, 3,5-4 µm átmérőjű, sima felszínű, színe olívabarna, éretten sötétbarna.
Csoportosan növő gomba, a termőtestek vagy elkülönülten vagy akár egymásnak szoruló tömegben találhatóak. Mindig fán - kidőlt, vagy elhalt álló fán, tuskón - terem.  

## Taxonómiája
A körtepöfeteget a 18. századi német természettudós, Jacob Christian Schäffer írta le először 1774-ben. Az általa adott latin név, a Lycoperdon pyriforme szó szerinti fordításban körteformájú farkasfingot jelent. 2001-ben DNS-szekvenciájának vizsgálata alapján a Morganella genusba helyezték át; rizomorfjának alakja és az, hogy korhadó fán terem, korábban is elválasztotta a Lycoperdon nem többi tagjától. 2008-ban azonban a genus újabb felülvizsgálatánál a körtepöfeteget visszahelyezték a Lycoperdon nembe. 

## Előfordulása
Európában, Ázsiában és Észak-Amerikában is előfordul a lombos és tűlevelű erdőkben. Európában mindenütt gyakori gombafaj. Elsősorban a kidőlt, korhadásnak indult bükkfán terem, de más fafajokon is megtalálható, az Alpokban a lombos fák határa fölött luc- és vörösfenyőn is nő. Termőtestjei a talajon is megjelenhetnek, ilyenkor micéliumszálaival kötődik a föld alatti korhadó faanyaghoz.
Augusztus és november között terem.

## Felhasználása
A körtepöfeteg fiatal fehér példányai ehetőek, de miután megsárgult, húsa élvezhetetlen lesz.
A körtepöfeteg csoportos előfordulása és faanyag-termőhelye miatt könnyen felismerhető. Az egyes gombákhoz hasonlít a bimbós pöfeteg, illetve az összes pöfetegfajnál fokozottan figyelni kell a gyilkos galóca fiatal, burokban lévő példányaival való összetéveszthetőségre. 

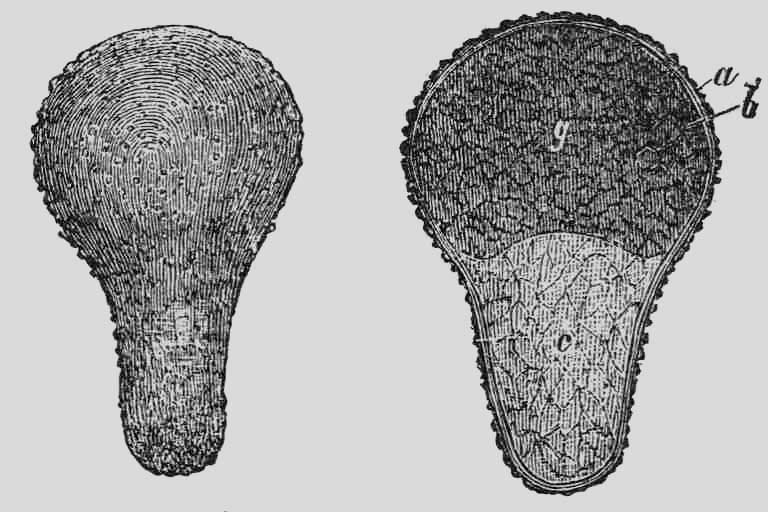
A termőtest felépítése
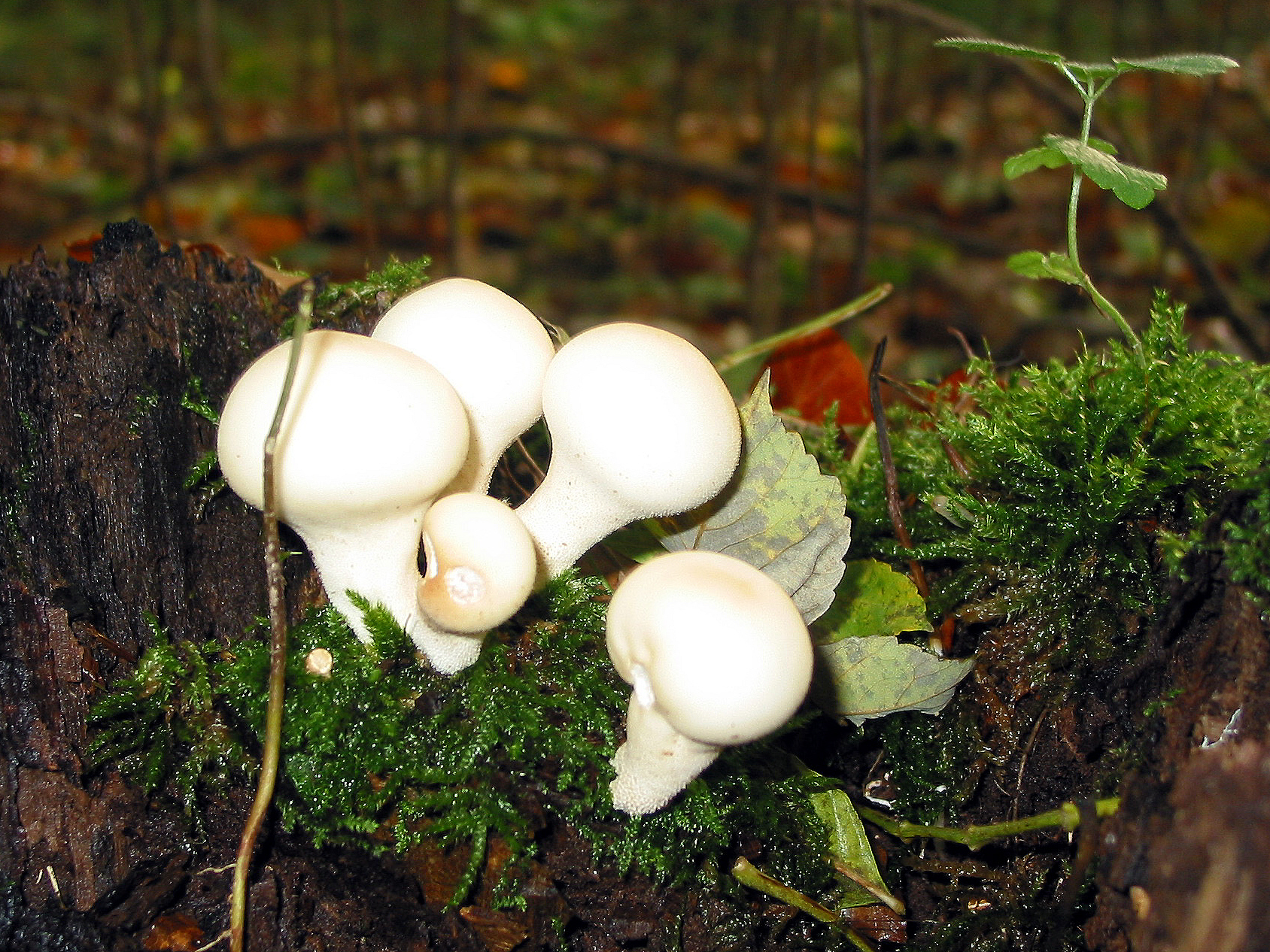
Fiatal gombák
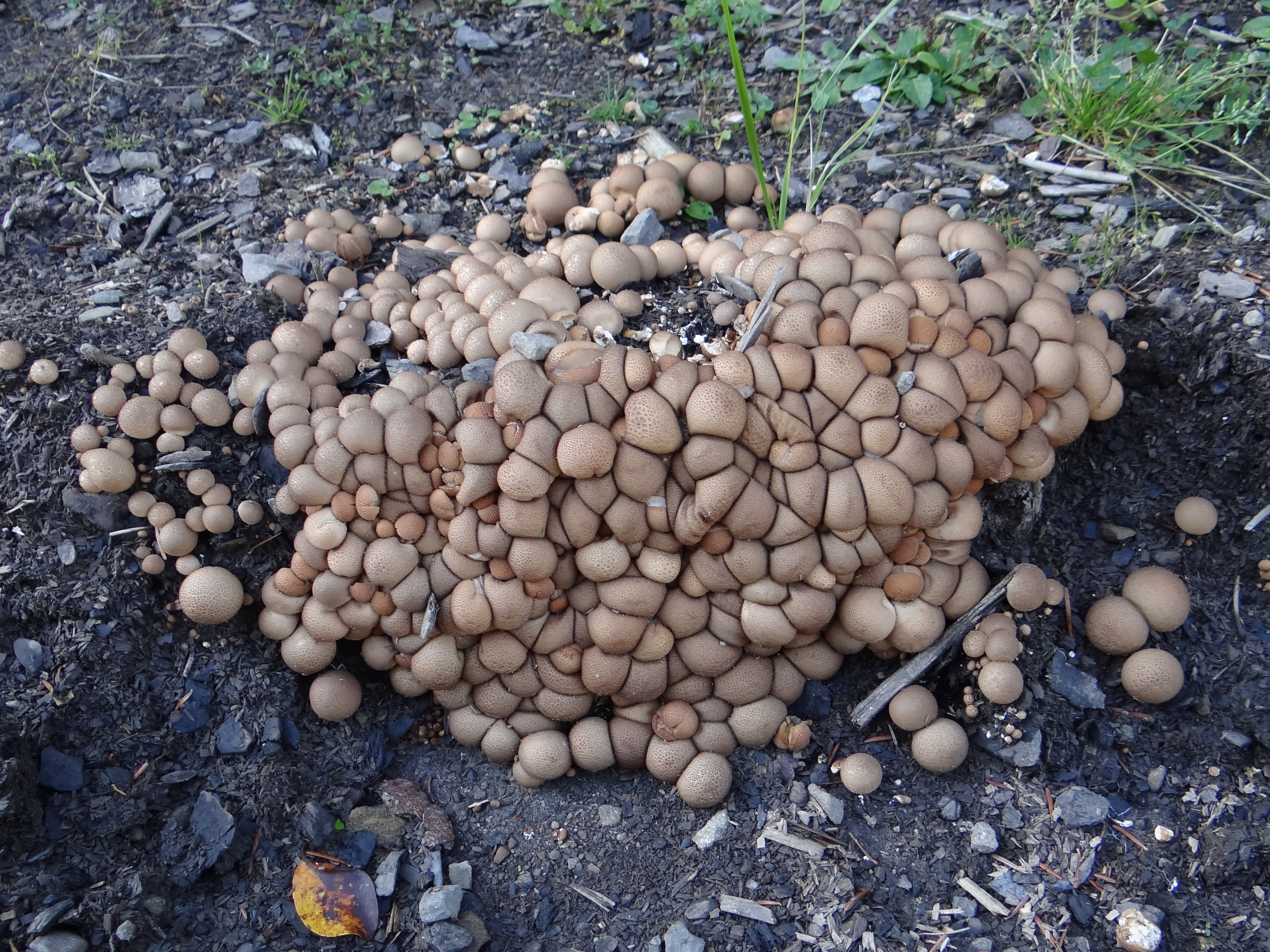
Nagy tömegben is előfordul
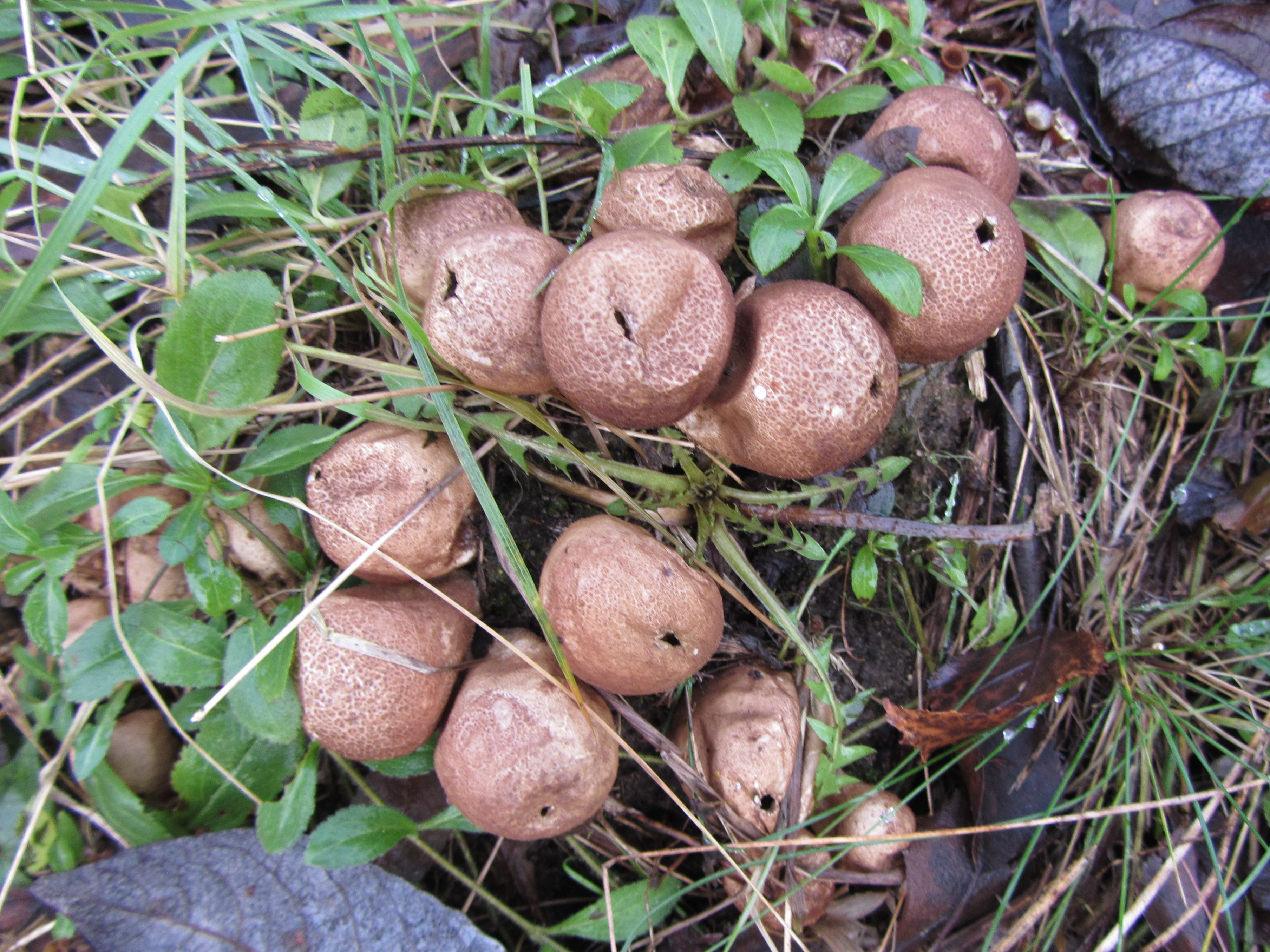
Idős, spórázó gombák